# Tikka Khan
Le général Tikka Khan (ourdou : ٹِکّا خان), né le 7 juillet 1915 à Ghakar, dans le Pendjab et mort le 28 mars 2002 à Rawalpindi, est un militaire pakistanais. Il a été à la tête des forces armées de son pays du 3 mars 1972 au 1er mars 1976, quand Zulfikar Ali Bhutto était au pouvoir.

## Jeunesse et éducation
Tikka Khan est né le 7 juillet 1915 à Kallar Syedan, dans le district de Rawalpindi alors située dans la province du Pendjab du Raj britannique. 

## Carrière militaire

### Ascension
Tikka Khan fait ses études d'officier à l'Académie militaire indienne et reçoit sa première affection le 22 décembre 1940. Participant à la Seconde Guerre mondiale, il se bat sur le front birman puis en Italie. Il rejoint l'armée pakistanaise après la partition des Indes en 1947. Progressant dans la hiérarchie militaire, il est promu major général en 1962 puis lieutenant général en 1969. 
Tikka Khan participe ainsi aux guerres baloutches à partir des années 1960, puis est envoyé au Pakistan oriental quand éclate la guerre de libération du Bangladesh. Lors de cette dernière, il est accusé de crimes de guerre, notamment lorsqu'il ordonne l'assaut de l'université de Dacca de la vieille ville le 25 mars 1971, qui conduit à des milliers de morts Bengalis.

### Chef de l'armée
Le 3 mars 1972, il est nommé chef de l'armée par Zulfikar Ali Bhutto qui vient de procéder à une purge parmi les haut-gradés militaires dont le but d'assurer leur obéissance au pouvoir civil. Alors que le pouvoir introduit également une réforme des postes militaires, il est le premier à porter le titre de Chief of Army Staf. Il reste en poste jusqu'au 1er mars 1976 où il prend sa retraite, et est remplacé par Muhammad Zia-ul-Haq. Il est notamment connu pour être resté loyal à Ali Bhutto, et quand sa fille reprend le pouvoir en 1988, elle le nomme au poste de gouverneur du Pendjab, poste qu'il conserve jusqu'en 1990.  
Il meurt le 28 mars 2002 dans un hôpital de Rawalpindi à l'âge de 87 ans alors qu'il était hospitalisé du fait d'une longue maladie.